# La Bayadère

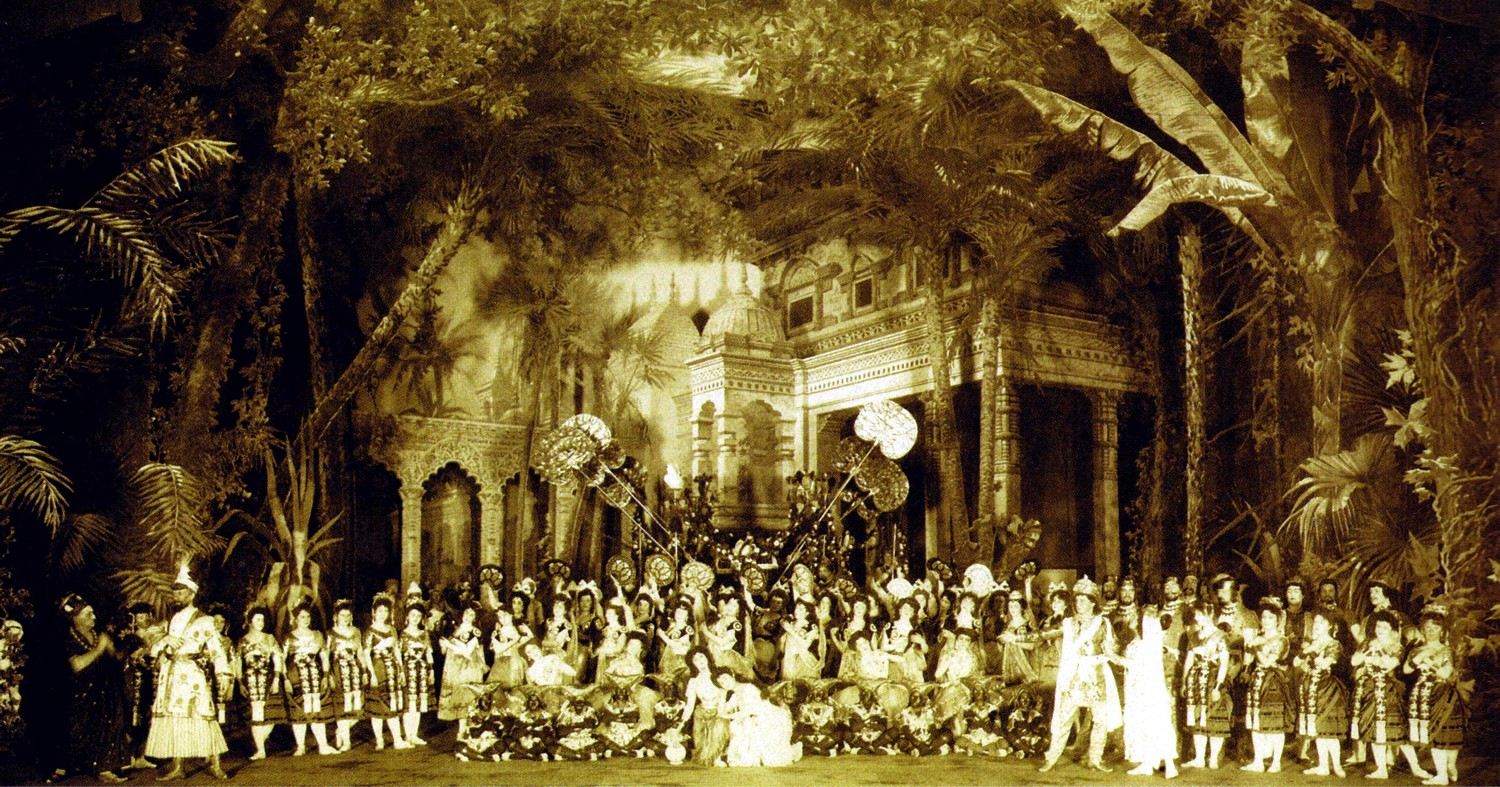
Panorama av akt 2 på Mariinskijteatern 1900.

La Bayadère (engelska: The temple dancer) är en balett ursprungligen i fyra akter, med koreografi av Marius Petipa och musik av Léon Minkus. 

## Historia
Baletten uruppfördes den 4 februari 1877 i Sankt Petersburg. År 1947 omarbetades verket, som från början var gigantiskt med 200 dansare i andra akten, till en version i tre akter. Det är den versionen som Rudolf Nurejev tog med sig till väst, vid sitt avhopp 1961 och den har därefter spelats på olika scener även utanför Ryssland.
År 2002 rekonstruerade en tidigare dansare en fyra akters version från 1900 för Mariiinskybaletten i Sankt Petersburg. Den versionen är intressant på ett akademiskt plan, men överlastad.  

## Handling
Handlingen är förlagd till ett historiskt Indien och speglar det sena 1800-talets exotism. Själva historien är fängslande och scenerierna vackra med djungeltempel, palats och ett dimmigt Himalaya i bakgrunden.    